# Власова, Анастасия Александровна
Анастасия Александровна Власова (род. 25 июня 1996) — казахстанская футболистка, защитница, игрок сборной Казахстана. С клубом «Окжетпес» — двукратная вице-чемпионка Казахстана (2020, 2022), капитан команды. В 2020, 2021 и 2022 годах признавалась лучшим защитником чемпионата Казахстана.

## Клубная карьера
- 2010—2011 — «Акжайык» (Уральск)
- 2012—2014 — БИИК-СДЮШОР № 7 (Шымкент)
- 2015[5]—2017[6] — «СШВСМ-Барыс» (Алматы)
- 2018 — «Алатау» (Алматы)[7]
- 2019[8]—2023[1] — «Окжетпес» (Кокшетау)
- 2024 — «Актобе»[5]

В 2020—2022 годах участница лиги Чемпионов.